# Élections sénatoriales de 1968 dans la Somme
Les élections sénatoriales dans la Somme ont eu lieu le dimanche 22 septembre 1968. Elles ont eu pour but d'élire les sénateurs représentant le département au Sénat pour un mandat de neuf années.

## Contexte départemental
Lors des élections sénatoriales du 26 avril 1959 dans la Somme, trois sénateurs ont été élus, un CNIP, un FNRI et un Radical.
Depuis, tous les effectifs du collège électoral des grands électeurs ont été renouvelés, avec les élections municipales de 1965, les élections cantonales de 1964 et 1967 et élections législatives de 1968.

## Sénateurs sortants
|  | Identité            | Étiquette | Groupe | Autres mandats                                                        |
|  | ------------------- | --------- | ------ | --------------------------------------------------------------------- |
|  | Raymond de Wazières | Rad.      | GD     | Maire d'Acheux-en-Amiénois                                            |
|  | Pierre Garet        | FNRI      | RI     | Ancien ministre                                                       |
|  | Pierre Maille       | CD        | RPCD   | élu en élection partielle à la suite du décès de Omer Capelle en 1966 |

## Présentation des candidats

### Parti communiste français
| N° | Candidats | Candidats                    | Parti | Principales fonctions                                       |
| -- | --------- | ---------------------------- | ----- | ----------------------------------------------------------- |
| 01 |           | Léon Dupontreué Pierre Payen | PCF   | Conseiller général d'Amiens-Nord-Est Maire de Saint-Sauveur |
| 02 |           | Alfred Leclercq              | PCF   | Conseiller général d'Albert                                 |
| 03 |           | Marcel Bonvallet             | PCF   | Maire d’Acheux-en-Vimeu                                     |

### Fédération de la gauche démocrate et socialiste
| N° | Candidats | Candidats          | Parti | Principales fonctions                    |
| -- | --------- | ------------------ | ----- | ---------------------------------------- |
| 01 |           | Jean Gilbert-Jules | Rad.  | Ancien membre du Conseil constitutionnel |
| 02 |           | Gabriel Deray      | SFIO  | Maire et conseiller général de Rue       |
| 03 |           | Daniel Boinet      | Rad.  | Maire et conseiller général de Péronne   |

### Centre-droit
| N° | Candidats | Candidats           | Parti | Principales fonctions                                                |
| -- | --------- | ------------------- | ----- | -------------------------------------------------------------------- |
| 01 |           | Pierre Garet        | FNRI  | Sénateur sortant, conseiller municipal d'Amiens                      |
| 02 |           | Raymond de Wazières | Rad.  | Sénateur sortant, maire et conseiller général d'Acheux-en-Amiénois   |
| 03 |           | Pierre Maille       | CD    | Sénateur sortant, maire de Soyécourt, conseiller général de Chaulnes |

### Union pour la défense de la République
| N° | Candidats | Candidats      | Parti | Principales fonctions |
| -- | --------- | -------------- | ----- | --------------------- |
| 01 |           | Édouard Heitz  | UD-Ve | Ancien député         |
| 02 |           | André Claverie | UD-Ve |                       |
| 03 |           | Jean Jourdain  | UD-Ve |                       |

## Résultats
| Candidat et parti politique | Candidat et parti politique | Candidat et parti politique | Premier tour | Premier tour | Deuxième tour | Deuxième tour |
| Candidat et parti politique | Candidat et parti politique | Candidat et parti politique | Voix         | %            | Voix          | %             |
| --------------------------- | --------------------------- | --------------------------- | ------------ | ------------ | ------------- | ------------- |
|                             | Pierre Garet                | FNRI                        | 841          | 54,75        |               |               |
|                             | Pierre Maille               | CD                          | 760          | 49,48        | 949           | 63,78         |
|                             | Raymond de Wazières         | Rad.                        | 710          | 46,22        | 895           | 60,15         |
|                             | Édouard Heitz               | UD-Ve                       | 356          | 23,18        | 237           | 15,93         |
|                             | Jean Gilbert-Jules          | FGDS (Rad.)                 | 305          | 19,86        | 382           | 25,67         |
|                             | André Claverie              | UD-Ve                       | 304          | 19,79        |               |               |
|                             | Daniel Boinet               | FGDS (Rad.)                 | 267          | 17,38        |               |               |
|                             | Gabriel Deray               | FGDS (SFIO)                 | 257          | 16,73        | 364           | 24,46         |
|                             | Léon Dupontreué             | PCF                         | 160          | 10,42        |               |               |
|                             | Alfred Leclercq             | PCF                         | 158          | 10,29        |               |               |
|                             | Marcel Bonvallet            | PCF                         | 158          | 10,29        |               |               |
|                             | Jean Jourdain               | UD-Ve                       | 0            | 0,00         |               |               |
|                             |                             |                             |              |              |               |               |
| Inscrits                    | Inscrits                    | Inscrits                    | 1 551        | 100,00       | 1 551         | 100,00        |
| Abstention                  | Abstention                  | Abstention                  | 7            | 0,45         | 15            | 0,97          |
| Votants                     | Votants                     | Votants                     | 1 544        | 99,55        | 1 536         | 99,03         |
| Blancs et nuls              | Blancs et nuls              | Blancs et nuls              | 8            | 0,52         | 48            | 3,13          |
| Exprimés                    | Exprimés                    | Exprimés                    | 1 536        | 99,48        | 1 488         | 96,87         |

## Sénateurs élus
|  | Identité            | Étiquette | Groupe | Autres mandats                                     |
|  | ------------------- | --------- | ------ | -------------------------------------------------- |
|  | Raymond de Wazières | Rad.      | GD     | Maire d'Acheux-en-Amiénois                         |
|  | Pierre Garet        | FNRI      | RI     | Ancien ministre                                    |
|  | Pierre Maille       | CD        | UCDP   | Maire de Soyécourt, conseiller général de Chaulnes |